# لويس بيوشيل
لويس بيوشيل (بالفرنسية: Louis Piochelle)‏ (12 ديسمبر 1888 – 15 سبتمبر 1939) هو ملاكم فرنسي راحل، مثّل بلاده في الألعاب الأولمبية الصيفية 1920.

## روابط خارجية
لويس بيوشيل على موقع بوكس ريك (الإنجليزية) (registration required)
- لويس بيوشيل على موقع أوليمبيديا (الإنجليزية)